# Pitcairnia agavifolia
Pitcairnia agavifolia är en gräsväxtart som beskrevs av Lyman Bradford Smith. Pitcairnia agavifolia ingår i släktet Pitcairnia och familjen Bromeliaceae. Inga underarter finns listade i Catalogue of Life.